# ولوو اف۱۰، اف۱۲ و اف۱۶
ولوو اف۱۰، اف۱۲ و اف۱۶ (انگلیسی: Volvo F10, F12, and F16) سری کامیون‌هایی هستند که توسط ولوو تراکس بین سال‌های ۱۹۷۷ تا ۱۹۹۳ تولید شدند. ولوو حدود ۲۰۰٬۰۰۰ کامیون در این سری بین سال‌های ۱۹۷۷ تا ۱۹۹۳ تولید کرد.

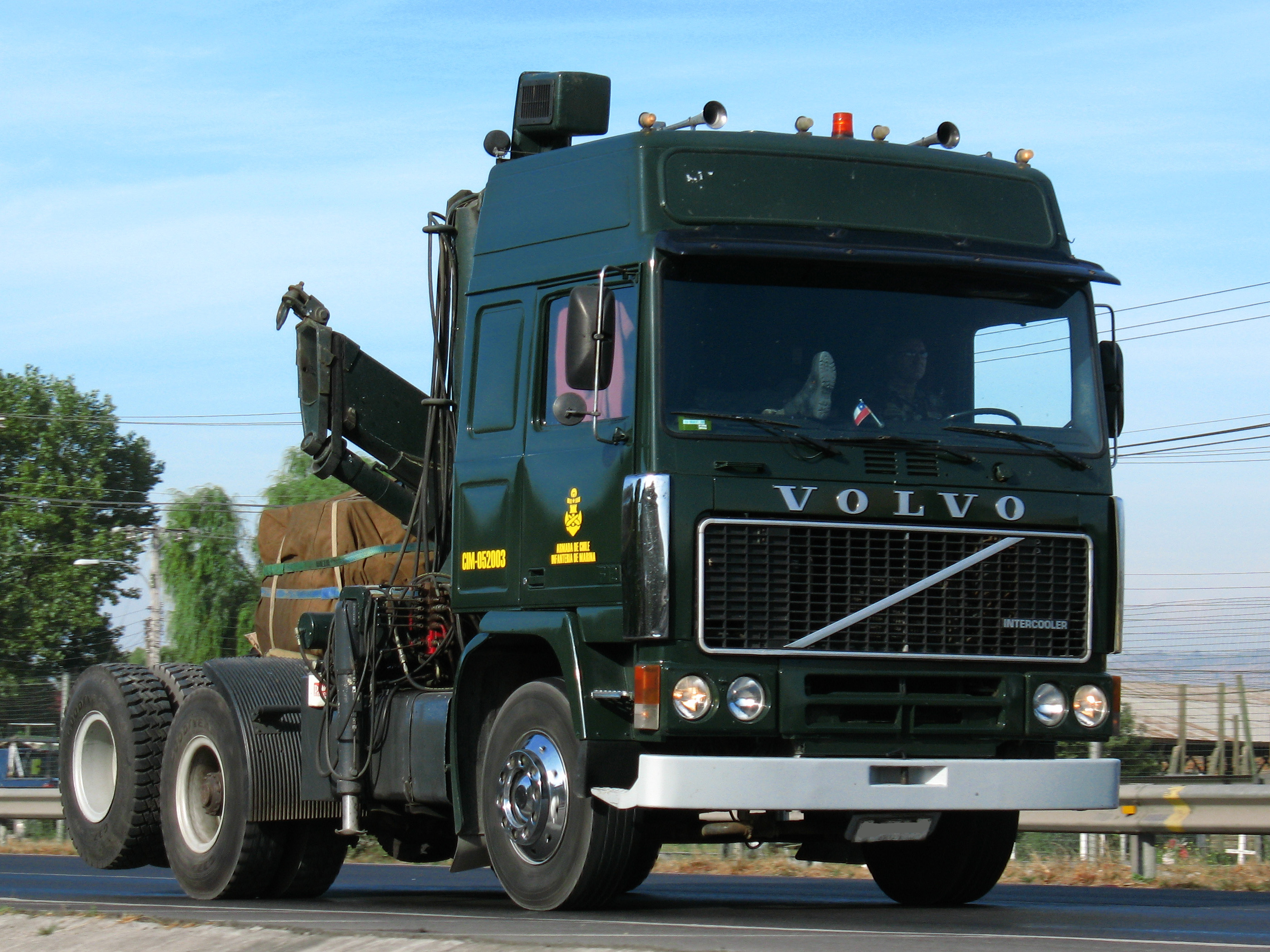
ولوو اف12 Globetrotter مدل ۱۹۸۲ - اولین نسخه Globetrotter دارای شیشه جلویی مشابه با نسخه‌های سقف تخت است.

ولو اف ۱۲ در ایران توسط شرکت ایران کاوه همان سایپا دیزل فعلی عرضه شد.
کشنده های ولوو مونتاژ ایران کاوه تا سال ۶۹ تنها در تیپ ۶*۴ معروف به چهر چراغ که در قسمت موتور گیربکس و دیفرانسیل با ولوو ان ۱۲ دقیقا مشترک بود.
در اواخر سال ۶۹ اف ۱۲ در ایران با چراغ و جلو پنجره جدید و همچنین تودوزی خاکستری رنگ و با موتور توربو متفاوت از ولوو ان۱۲و همان گیربکس تا سال ۷۴ عرضه شد.
در سال ۷۴ و همزمان با معرفی سری اف اچ از طرف شرکت ولوو سوئد اف ۱۲ ایران کاوه با موتور جدید مجهز به اینترکولر و قسمت داشبورد و آمپرهای نمایشگر جدید و همچنین گیربکسهای سری جدید ۶ دنده و همچنین میل موج گیر در اکسل جلو عرضه شدند .
تعدادی ولوو اف ۱۲ مونتاژ سوئد به رنگ سبز تیره نیز در اواخر سال ۶۹ به همراه تانکر کالابرس ایتالیا نیز به صورت انحصاری توسط شرکت نفت ایران نیز وارد کشور شد که در قسمت کابین از ورق گالوانیزه و همچنین در قسمت داشبورد و گیربکس و دیفرانسیل با محصولات ایران کاوه متفاوت بود
در واقع کامیونهایی که توسط شرکت نفت ایران در سال ۶۹ وارد کشور شدند از تولیدات ایران کاوه در آن سال پیشرفته تر و همچنین از کیفیت بالاتری برخوردار بودند